# Alaina Huffman
Alaina Huffman, nata Alaina Kalanj (Vancouver, 17 aprile 1980), è un'attrice e modella canadese.

## Biografia
Nata a Vancouver, ha vissuto anche nelle vicinanze di Ottawa.
All'età di 13 anni, la Huffman ha partecipato alla sua prima audizione per Fox Family Channel e, nonostante la concorrenza, è stata scelta per il ruolo principale. Poi è stata scoperta dalla moda e ha sfilato nelle passerelle di alta moda in Europa e Giappone per gli anni successivi.
Quando i suoi genitori si sono trasferiti a Dallas si è iscritta al college e ha abbandonato il lavoro di modella. Durante il periodo degli studi ha recitato in alcuni film indipendenti, quindi si è trasferita a Los Angeles dove è diventata un'attrice televisiva.
Alaina ha avuto tre figli con il marito John Huffman: un figlio, Elijah, e due figlie, Hanna e Charley-Jane. Charley-Jane è nata l'8 dicembre 2009. Quest'ultima gravidanza è coincisa con la prima stagione delle riprese di Stargate Universe, motivo per il quale è stata inserita nella trama. Il 16 agosto 2011 ha annunciato su Twitter di aspettare un quarto figlio, nato nel dicembre 2011 e chiamato Lincoln.

Ha divorziato dal marito nel 2016.

## Filmografia

### Attrice

#### Cinema
- Pendulum, regia di James D. Deck (2001)
- Tutta colpa di Sara (Serving Sara), regia di Reginald Hudlin (2002)
- Screen Door Jesus, regia di Kirk Davis (2003)
- Una promessa mantenuta (The Gunman), regia di Daniel Millican (2004)
- Dog Lover's Symphony, regia di Ted Fukuda (2006)
- An American Carol, regia di David Zucker (2008)
- Deadly Voltage, regia di John L'Ecuyer (2015)
- The Perfection, regia di Richard Shepard (2018)
- Waltzing with Brando, regia di Bill Fishman (2024)

#### Televisione
- Dawson's Creek - serie TV, episodio 5x14 (2002)
- Tru Calling - serie TV, episodio 1x05 (2003)
- The O.C. - serie TV, episodio 1x14 (2003)
- Medical Investigation - serie TV, episodio 1x04 (2004)
- NCIS - Unità anticrimine - serie TV, episodio 5x05 (2007)
- Painkiller Jane - serie TV, 7 episodi (2007)
- CSI: Miami - serie TV, episodio 7x04 (2008)
- CSI: NY - serie TV, episodio 5x09 (2008)
- Jack Hunter - miniserie TV, episodio 1x02 (2008)
- Smallville - serie TV, 4 episodi (2008-2010)
- Up Close with Carrie Keagan - serie TV, 1 episodio (2009)
- Stargate Universe - serie TV, 40 episodi (2009-2011)
- Stargate Universe Kino - miniserie TV di episodi brevi, 3 puntate (2009-2011)
- Canada A.M. - programma TV, episodio 12 novembre 2010 (2010)
- Alphas - serie TV, episodio 1x06 (2011)
- NCIS: Los Angeles - serie TV, episodio 3x22 (2012)
- Terapia d'urto - serie TV, episodio 3x04 (2013)
- Un momento magico (This Magic Moment), regia di David S. Cass Sr. - film TV (2013)
- Supernatural - serie TV, 8 episodi (2013-2014)
- The Adventures of Ravi - programma TV (2015)
- Una nuova Kim (The Right Girl), regia di Bradford May - film TV (2015)
- Amber Alert - Allarme minori scomparsi (Amber Alert), regia di Philippe Gagnon - film TV (2016)
- COMIX: Beyond the Comic Book Pages - documentario (2016)
- Kings of Conversation - programma TV (2016)
- Kings of Con - serie TV, 2 episodi (2016-2017)
- Supernatural Fandom - documentario (2016)
- The Hillywood Show - serie TV di episodi brevi, puntata Supernatural parody 2 (2018)
- The New Release Wednesday Show - programma TV, 1 episodio (2018)
- Il donatore perfetto (The Perfect Match), regia di John Barnard - film TV (2019)
- Sidewalks Entertainment - programma TV (2019)
- The 100 - serie TV, 8 episodi (2020)
- Riverdale - serie TV, 3 episodi (2022)

#### Cortometraggi
- Indefinitely, regia di Marc Pilvinsky (2002)
- Quiet Desperation, regia di King Hollis (2003)
- Still, regia di David Lowery (2003)
- Night Dawn Day, regia di Marc Pilvinsky (2004)
- With It, regia di Hunter Carson (2004)
- Standing Still, regia di Melina McKinnon (2005)
- Broken August, regia di Marc Pilvinsky (2009)
- Lushes, regia di Ash Christian (2009)
- My Friend Jenkins, regia di Alexander Le Bas (2014)
- Vagabond, regia di Nicole Baer (2018)

## Doppiatrici italiane
Nelle versioni in italiano delle opere in cui ha recitato, Alaina Huffman è stata doppiata da:
- Francesca Guadagno in Smallville, The 100
- Irene Di Valmo in CSI: NY, Riverdale
- Eleonora De Angelis in Stargate Universe
- Tatiana Dessi in The O.C.
- Giò Giò Rapattoni in NCIS - Unità anticrimine
- Stella Gasparri in NCIS: Los Angeles
- Barbara De Bortoli in Supernatural
- Gilberta Crispino in The Perfection
- Sabrina Duranti in CSI: Miami
- Federica De Bortoli in Amber Alert - Allarme minori scomparsi